# Ферстер, Егор Христианович
Егор Христианович Ферстер (1756 — 4 ноября 1826), российский командир эпохи наполеоновских войн, генерал-лейтенант Русской императорской армии, один из четырёх основателей Одессы.

## Биография
Егор Христианович Ферстер родился в 1756 году, в семье брауншвейгских дворян, в герцогстве Нижняя Саксония.
Сперва служил капитаном (ротный командир) на прусской службе, в прусской армии, затем в 1786 году был зачислен на русскую службу в лейб-гвардии Преображенский полк Вооружённых сил России, с чином подпоручика, но уже через год испросил отставку по состоянию здоровья.
С 1780-х годов принимал участие в работе петербургских масонских лож «Благотворительности к пеликану» и «Молчаливости», а в начале XIX столетия ложи «Петра к истине».
3 марта 1789 года вновь был принят на службу капитаном в 1-й морской батальон, где, находясь в отряде гребных судов на озере Сайма воевал со шведами и был награждён золотой шпагой «За храбрость».
Затем был зачислен секунд-майором в Инженерный корпус. 2 января 1799 года «за промедление в составлении годового отчета» при строительстве крепости Овидиополь был отправлен в отставку.
С 7 июня 1801 года снова на военной службе в качестве премьер-майора и начальника инженерной команды по строительству гавани, береговых укреплений и складов в Одессе; уже в следующем году получил чин полковника.
15 июня 1809 года командовал десантом, высаженный эскадрой капитан-лейтенанта А. И. Перхурова, которых взял турецкую крепость Анапу, 9 октября 1809 года за героизм в русско-турецкой войне Е. Х. Ферстер удостоен звания генерал-майора.
Принимал участие в Отечественной войне 1812 года; награждён орденом Святой Анны 1-й степени и золотой шпагой с алмазами.

Отличился и в заграничном походе русской армии и 15 февраля 1819 года награждён был орденом Святого Георгия 4-го класса: 
за выслугу беспорочно от вступления в обер-офицерский чин 25 лет.
20 сентября 1821 года пожалован в генерал-лейтенанты.
Егор Христианович Ферстер последние годы провёл в Бендерах, где руководил работами по укреплению крепости, был управляющим Херсонским округом.
Скончался 4 ноября 1826 года от болезни в Бендерах и был похоронен на местном кладбище.

## Память
Именем Егора Христиановича Ферстерова было названо несколько сёл: Фештерово (ныне — Егоровка) (в 1825 году на его деньги в селе была построена церковь Святого Георга), Малое Фештерово (ныне — Малое) и Христиановка (ныне часть села Хоминка) (Раздельнянский район, Одесская область)